# Pierre Clemens
Pierre Clemens, född den 19 augusti 1913 i Rédange, död den 26 augusti 1963 i Beetebuerg, var en luxemburgisk professionell landsvägscyklist. Han var äldre bror till Mathias Clemens.

## Meriter
1936
2:a totalt i Tour de Luxembourg
3:a i Nationsmästerskapen i cykelcross
4:a totalt i Tour de France
1937
 Vinnare av Nationsmästerskapen i linjelopp
Tour de Luxembourg
Vinnare av etapp 3
2:a totalt
Vinnare av Nancy-Strasbourg
1938
9:a totalt i Tour de Luxembourg
1939
Vinnare totalt av Tour de l'Est Central
1942
4:a totalt i Rund um Luxemburg
1943
Rund um Luxemburg
Vinnare av etapp 3
3:a totalt